# Megacles I
Megacles I fue un miembro de la familia Alcmeónidas, y arconte epónimo de Atenas durante el período 632-631 a. C., cuando Cilón intentó apoderarse, sin éxito, del gobierno. Megacles lo impidió y ordenó el asalto de la Acrópolis, donde se habían refugiado los seguidores de Cilón, como suplicantes de Atenea, y el asesinato de todos ellos. Por esta razón fue acusado de sacrilegio por Mirón de Flía y obligado a exiliarse de la ciudad, junto con los demás miembros de su familia, y sobre ellos se lanzó la maldición de los Alcmeónidas, que afectó también a sus descendientes, ya que su acción atrajo también sobre Atenas una impureza de considerable trascendencia política.